# Pherne
Pherne is een geslacht van vlinders van de familie spanners (Geometridae), uit de onderfamilie Ennominae.

## Soorten
- P. parallelia Packard, 1874
- P. placeraria Guenée, 1858
- P. sperryi McDunnough, 1938
- P. subpunctata Hulst, 1898